# Fane Bita
Fane Bita, też jako Teofan Bita (ur. 27 marca 1947 w Gjirokastrze) – albański aktor.

## Życiorys
Karierę sceniczną rozpoczął w jednym z zespołów amatorskich, działających w Gjirokastrze. Ukończył studia na wydziale sztuk scenicznych w Instytucie Sztuk w Tiranie. Po ukończeniu studiów pracował w Teatrze Zihni Sako w Gjirokastrze, w latach 1973–1991 w stołecznym Teatrze Estrady. W 1991 objął stanowisko dyrektora Teatru Zini Sako. Na dużym ekranie zadebiutował w 1977 rolą komisarza w filmie fabularnym Ata ishin katër. Zagrał w 9 filmach fabularnych.

## Role filmowe
- 1977: Ata ishin katër jako komisarz
- 1979: Shtërngata në mal jako Aleksander
- 1979: Liri a vdekje jako Hito Lekdushi
- 1980: Goditja jako Astrit
- 1980: Vëllezër dhe shokë
- 1981: Dita e pare e emerimit jako Gjika
- 1981: Agimet e stinës së madhe jako Sulo Abazi
- 1984: Vendimi jako Isa
- 1986: Bardhësi